# 略克诺登费诺列特
略克诺登费诺列特，是西班牙巴伦西亚自治区巴伦西亚省的一个市镇。总面积2平方公里，总人口798人（2001年），人口密度399人/平方公里。